# .io
Pour les articles homonymes, voir Io.

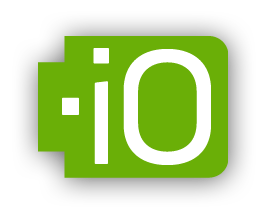
Logo du domaine.io.

.io est le domaine de premier niveau national (ccTLD, pour country code top level domain) réservé au Territoire britannique de l'océan Indien.
Les noms de domaine en .io sont considérés par Google comme des noms de domaine de premier niveau génériques (gTLD, au même titre que .com, .net, .org, .cc, etc.), car ils sont généralement perçus par les utilisateurs et les webmasters comme génériques, et non comme spécifiques au pays auquel ils sont théoriquement réservés.
Les noms de domaine .io sont fréquents parmi les startups informatiques, ainsi que dans le domaine de l'informatique, où le sigle IO est identifié comme l'abréviation de input/output (entrées-sorties).
Il est également utilisé pour des jeux vidéo en ligne et à plusieurs comme Agar.io, Slither.io, Diep.io, etc. Il est aussi utilisé pour un site Web du nom de Itch.io où les développeurs indépendants peuvent poster leurs jeux.
La gestion du nom de domaine est actuellement[Quand ?] faite par l'Internet Computer Bureau (ICB).
À la suite de la reconnaissance officielle de la souveraineté de Maurice sur les îles Chagos par le Royaume-Uni en octobre 2024 et de la disparition corollaire du code pays « IO » de la spécification ISO, le domaine .io devrait être progressivement retiré dans un horizon de trois à cinq ans.